# جائزة ألمانيا الكبرى 1998
جائزة ألمانيا الكبرى 1998 هو سباق فورمولا 1 أقيم بتاريخ 2 أغسطس 1998 في حلبة هوكنهايم، ألمانيا. كان الحادي عشر من أصل 16 في بطولة العالم لسباقات الفورمولا واحد موسم 1998. حلّ الفنلندي ميكا هاكينن أولا بينما جاء البريطاني ديفيد كولتهارد في المركز الثاني وحصل على المركز الثالث الكندي جاك فيلنوف.